# 1490
1490 (MCDXC) a fost un an comun al calendarului iulian, care a început într-o zi de vineri.

## Nașteri
- Tițian (n. Tiziano Vecellio), pictor renascentist italian (d. 1576)

## Decese
- 6 aprilie: Matei Corvin (Matia Corvin), 47 ani, rege al Ungariei (n. 1443)